# Diário Oficial do Estado de Roraima
O Diário Oficial do Estado de Roraima é um veículo de comunicação impresso do Departamento de Imprensa Oficial do Estado de Roraima, cuja competência institucional é dar publicidade aos atos do governo estadual e executar trabalhos gráficos para a administração pública.

## História
Seus primórdios históricos são do dia 24 de julho de 1944 como o Órgão Oficial criado na administração do governador Ene Garcez dos Reis; em janeiro de 1950, no governo de Miguel Ximenes de Melo, o periódico é reformado e denominado para Boletim Oficial e sedeado em melhor espaço na Rua da Imprensa (atual Rua Coronel Pinto). Em 1983, no governado de Vicente de Magalhães Moraes, o Boletim Oficial é extinto e é expedido o Decreto no 108, de 29 de dezembro de 1983, criando o Diário Oficial do Governo do Território Federal de Roraima. Com o advento da Constituição Política da República Federativa do Brasil de 1988, que transformou o Território em Estado. Assim, em 1991, o impresso passa a  denominar-se Diário Oficial do Estado de Roraima, com edição do Departamento de Imprensa Oficial, órgão da Secretaria de Estado da Administração.